# Tybble

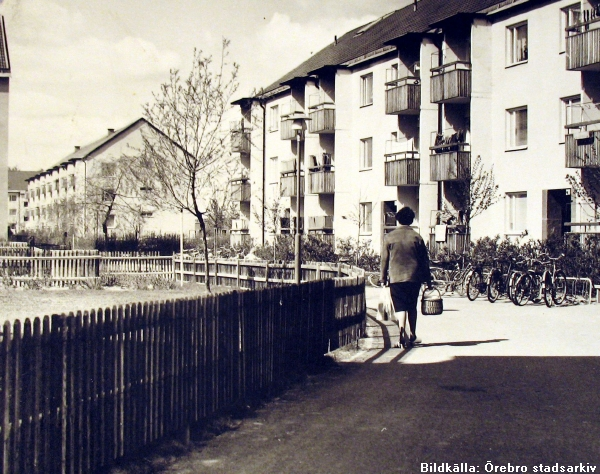
Tybble bostadsområde på 1960-talet.

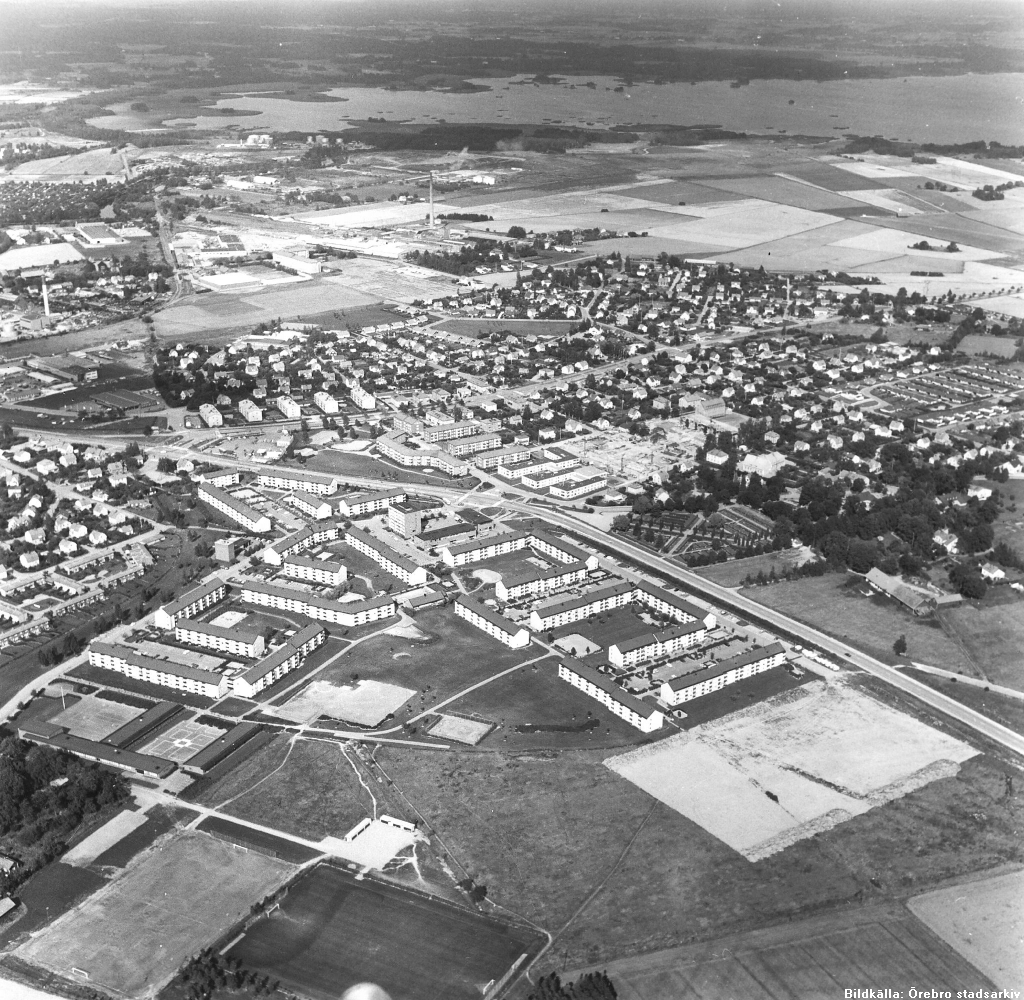
Tybble och Almby 1967.

Tybble är en stadsdel i östra Örebro. Området var före 1943 en del av Almby landskommun. Området gränsar till Almby, Sörby och Sörbyängen. Idag avses området väster om Norrköpingsvägen. Tybble gård låg däremot öster om denna väg. Delar av gårdens mark utgör nu förlängningen av Almby kyrkogård mot söder.

## Historik
Tybble var tidigare en by, och utgjorde den södra av Almby sockens två kyrkbyar. Enligt Sällskapet Gamla Örebro uppges namnets ursprung vara Ti Bole, som betyder "den stora bosättningen" . Enligt Bertil Waldén betyder det "bostaden i skogen" . Enligt Länsstyrelsen betyder namnet "den täta bebyggelsen" . Författaren och journalisten Levi Rickson, "Jeremias i Tröstlösa", härstammar från Tybble. Hans diktarstuga finns nu i Wadköping.

## Bostadsområdet Tybble
Tybble bostadsområde byggdes under åren 1957-1960. Arkitekter var Stig Ancker, Bengt Gate och Sten Lindegren. Området tillhör Örebrobostäder och omfattar 1000 bostäder. En del av dessa har konverterats till studentbostäder, på grund av områdets närhet till Örebro universitet. I Tybble centrum finns en uttagsautomat, Restaurang Tybble, frisör, kiosk, blomsterbutik (Acacia), gym och ett café.